# Кампаньяк (Аверон)
Кампанья́к (фр. Campagnac, окс. Campanhac) — коммуна во Франции, находится в регионе Окситания. Департамент — Аверон. Административный центр кантона Кампаньяк. Округ коммуны — Мийо.
Код INSEE коммуны — 12047.
Коммуна расположена приблизительно в 500 км к югу от Парижа, в 160 км северо-восточнее Тулузы, в 45 км к востоку от Родеза.

## Население
Население коммуны на 2008 год составляло 456 человек.
| 1962 | 1968 | 1975 | 1982 | 1990 | 1999 | 2008 |
| ---- | ---- | ---- | ---- | ---- | ---- | ---- |
| 603  | 556  | 458  | 399  | 404  | 396  | 456  |

## Экономика

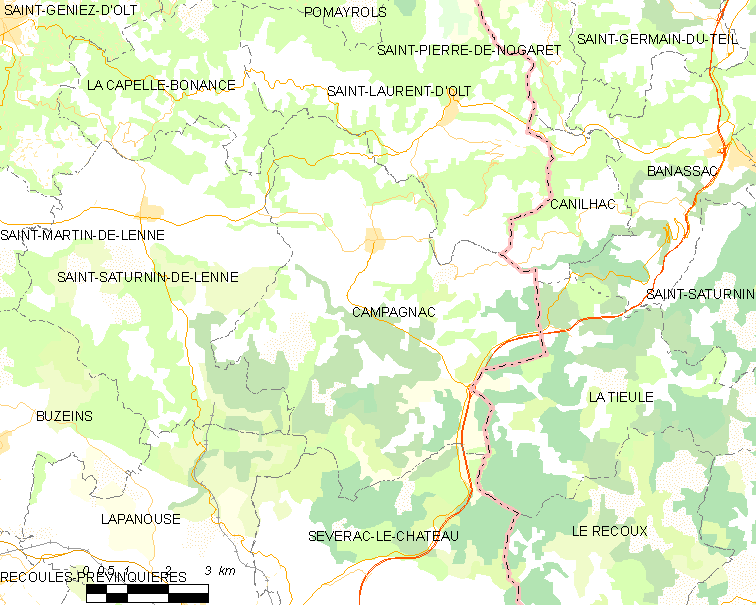
Карта коммуны

В 2007 году среди 270 человек в трудоспособном возрасте (15—64 лет) 201 были экономически активными, 69 — неактивными (показатель активности — 74,4 %, в 1999 году было 74,8 %). Из 201 активных работали 184 человека (112 мужчин и 72 женщины), безработных было 17 (8 мужчин и 9 женщин). Среди 69 неактивных 20 человек были учениками или студентами, 31 — пенсионерами, 18 были неактивными по другим причинам.

## Достопримечательности
- Церковь Сен-Сир-э-Сент-Жюлит-де-Канак (XI век). Памятник истории с 1980 года[3]